# La Liga 1962–63
La Liga 1962–63 là mùa giải thứ 32 của La Liga kể từ khi nó được thành lập. Giải đấu bao gồm các câu lạc bộ sau:
| - Athletic Bilbao - Atlético Madrid - FC Barcelona - Córdoba CF - Deportivo La Coruña - Elche CF - CD Málaga - RCD Mallorca |  | - Real Betis - Real Madrid C.F. - Real Oviedo - Real Valladolid - Real Zaragoza - CA Osasuna - Sevilla FC - Valencia CF |

## Bảng xếp hạng
| Vị trí | Câu lạc bộ          | Số trận | T  | H | Th | BT | BB | Điểm | HS  |                                 |
| ------ | ------------------- | ------- | -- | - | -- | -- | -- | ---- | --- | ------------------------------- |
| 1      | Real Madrid C.F.    | 30      | 23 | 3 | 4  | 83 | 33 | 49   | 50  | Vô địch La Liga                 |
| 2      | Atlético Madrid     | 30      | 14 | 9 | 7  | 61 | 36 | 37   | 25  |                                 |
| 3      | Real Oviedo         | 30      | 15 | 3 | 12 | 52 | 46 | 33   | 6   |                                 |
| 4      | Real Valladolid     | 30      | 15 | 3 | 12 | 51 | 53 | 33   | -2  |                                 |
| 5      | Real Zaragoza       | 30      | 14 | 4 | 12 | 54 | 39 | 32   | 15  |                                 |
| 6      | FC Barcelona        | 30      | 11 | 9 | 10 | 45 | 36 | 31   | 9   |                                 |
| 7      | Valencia CF         | 30      | 14 | 3 | 13 | 49 | 36 | 31   | 13  |                                 |
| 8      | Elche CF            | 30      | 11 | 7 | 12 | 48 | 59 | 29   | -11 |                                 |
| 9      | Real Betis          | 30      | 12 | 4 | 14 | 41 | 47 | 28   | -6  |                                 |
| 10     | Athletic Bilbao     | 30      | 10 | 8 | 12 | 41 | 40 | 28   | 1   |                                 |
| 11     | Sevilla FC          | 30      | 11 | 5 | 14 | 40 | 55 | 27   | -15 |                                 |
| 12     | Córdoba CF          | 30      | 12 | 3 | 15 | 35 | 39 | 27   | -4  |                                 |
| 13     | RCD Mallorca        | 30      | 11 | 4 | 15 | 47 | 57 | 26   | -10 | Xuống hạng tới Segunda División |
| 14     | Deportivo La Coruña | 30      | 11 | 3 | 16 | 33 | 48 | 25   | -15 | Xuống hạng tới Segunda División |
| 15     | CA Osasuna          | 30      | 9  | 6 | 15 | 39 | 50 | 24   | -11 | Xuống hạng tới Segunda División |
| 16     | CD Málaga           | 30      | 8  | 4 | 18 | 25 | 70 | 20   | -45 | Xuống hạng tới Segunda División |

## Cúp Pichichi
| Cầu thủ       | Bàn thắng | Clb         |
| ------------- | --------- | ----------- |
| Ferenc Puskás | 26        | Real Madrid |